# Смоленка (Україна)
Смо́ленка — село в Україні, у Затишнянській сільській громаді Кам'янського району Дніпропетровської області.
Населення — 21 мешканець.

## Географія
Село Смоленка знаходиться на відстані до 2,5 км від сіл Високе, Козаче і Благодатне. Селом протікає річка Балка Кошовата.

## Назва
Назване поміщиком Крупенським на честь Смоленського драгунського полку, в якому він служив.

## Історія
За даними на 1859 рік у власницькому сільці Смоленська Верхньодніпровського повіту Катеринославської губернії налічувалось 25 дворових господарств, в яких мешкало 167 осіб (82 чоловічої статі та 85 — жіночої).
Станом на 1908 рік населення (разом з Мануйлівкою) колишнього панського села Гуляйпільської волості зросло до 332 особи (172 чоловічої статі та 160 — жіночої), 45 дворових господарств.

## Населення

### Мова
Розподіл населення за рідною мовою за даними перепису 2001 року:
| Мова       | Відсоток |
| ---------- | -------- |
| українська | 100 %    |